# Казони деј Пери (Павија)
Казони деј Пери је насеље у Италији у округу Павија, региону Ломбардија.
Према процени из 2011. у насељу је живело 42 становника. Насеље се налази на надморској висини од 106 м.